# مؤسسة القعقاع العامة
مؤسسة القعقاع العامة كانت منشأة أسلحة ضخمة تقع 48 كيلومتر (30 ميل) جنوب بغداد. تقع بالقرب من مدينتي اليوسفية والإسكندرية عند الإحداثيات الجغرافية 33°0′54″N 44°13′12″E / 33.01500°N 44.22000°E. يغطي الموقع مساحة تزيد عن 28 كيلومترًا مربعًا (11 ميلًا مربعًا)، ويضم 116 مصنعًا منفصلًا وأكثر من 1100 مبنى من أنواع مختلفة. وهو الآن مهجور، وقد دُمِّر العديد من مبانيه جراء القصف والنهب والانفجارات العرضية. في أكتوبر 2004، أصبح الموقع محط اهتمام دولي بعد أن أفادت إحدى وكالات الأمم المتحدة بفقدان مئات الأطنان من المتفجرات المخزنة (انظر جدل القعقاع حول متفجرات شديدة الانفجار).

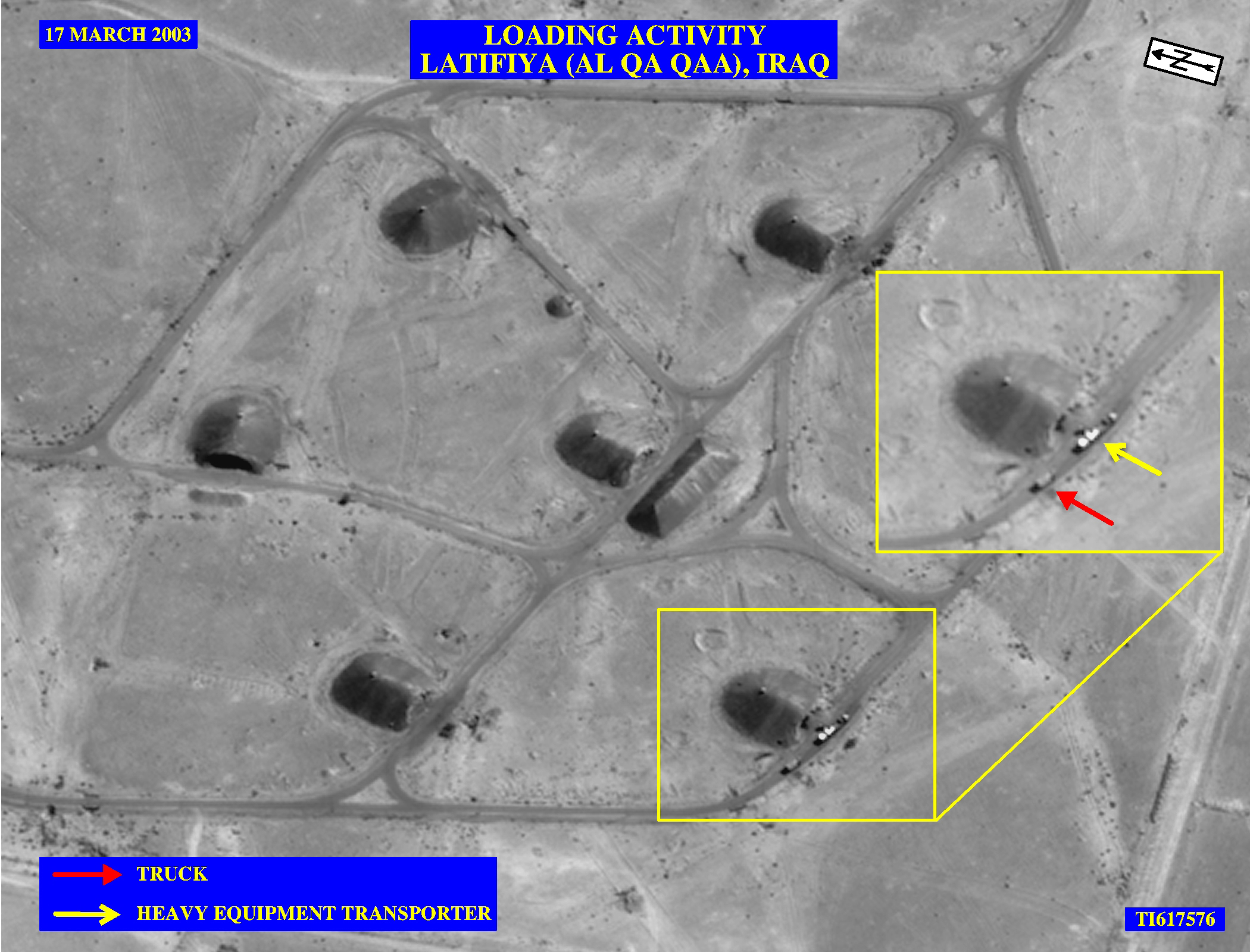
صورة جوية التقطتها الحكومة الأمريكية لمخابئ الذخائر في القعقاع، 17 مارس/آذار 2003

## بداية المؤسسة
بُني مجمع القعقاع في سبعينيات القرن الماضي، ومعظم معداته من ألمانيا ويوغوسلافيا. واكتمل بناؤه عام 1981، في الوقت المناسب تمامًا لتلبية متطلبات الحرب العراقية الإيرانية . في عهد صدام حسين، كان المجمع جهةً رئيسيةً تابعةً لوزارة الصناعة والتصنيع العسكري العراقية. وضمّ مصانع لإنتاج الصواريخ التي تعمل بالوقود الصلب والذخيرة. كما ضمّ المجمع مصانع لإنتاج الفولاذ والألمنيوم وأجهزة الطرد المركزي. وكان المجمع منشأة الإنتاج الرئيسية في العراق للمتفجرات المتخصصة، ولا سيما مادتي RDX و HDX.
سُمّيت المنشأة تيمنًا بالقعقاع بن عمرو التميمي في جيش الخليفة عمر بن الخطاب في القرن السابع، والذي قيل عنه: "صوت القعقاع في جيش خير من ألف مقاتل". وعلى سبيل المقارنة، كما أوضح صدام حسين في زيارة له في 23 مايو/أيار 2001، كان عمال القعقاع يُعادلون عددًا أكبر بكثير من أعدائهم:
كل عراقي يعمل كما كان يعمل الخليفة عمر بن الخطاب حين أرسل إليه القائد الذي قاد جيش المسلمين على جبهة العراق آلافًا من المقاتلين، فأرسل إليه أربعة مقاتلين فقط، منهم القعقاع، واعتبر كل واحد منهم ألف مقاتل. ولولا أن العراقيين عملوا بهذه الروح الآن، لما حققوا بهذا العدد القليل ما لم يحققه غيرهم ممن يفوقهم عددًا.

## القعقاع وأسلحة الدمار الشامل العراقية
كان مصنع القعقاع متورطًا بشكل كبير في البرنامج العراقي السري لإنتاج أسلحة الدمار الشامل، حيث استُخدمت خبرة عماله في المتفجرات لتطوير عدسات متفجرة للأسلحة النووية. وتعرض البرنامج العراقي لانتكاسات خطيرة بسبب تدمير إسرائيل للمفاعل التجريبي في أوزيراك في يونيو/حزيران 1981، وانفجار عرضي هائل في القعقاع في أغسطس/آب 1989، ألحق أضرارًا بالغة بالمصنع وسُمع دويه على بُعد مئات الأميال. حاول الصحفي البريطاني العراقي فرزاد بازوفت التحقيق في الحادث متنكرًا في زي فني طبي للتسلل إلى القعقاع. ومع ذلك، أُلقي القبض عليه وأُعدم بتهم تتعلق بزيارته.
في مارس/آذار 1990، ضبط مسؤولو الجمارك في مطار هيثرو بلندن شحنة من المكثفات الكهربائية العسكرية - وهي مكونات أساسية لمحفزات العدسات المتفجرة - كانت متجهة إلى مطار القعقاع. ووجهت الولايات المتحدة لاحقًا اتهامات لخمسة أشخاص وشركتين بريطانيتين بانتهاك لوائح التصدير.
خلال حرب الخليج الثانية عام 1991، تضررت المنشأة بشدة جراء القصف. بعد الحرب، واصل مفتشو الأسلحة التابعون للأمم المتحدة (UNSCOM) تدمير الأسلحة والمنشآت في القاعدة وإغلاقها. ومع ذلك، أُعيد بناء جزء من القاعدة، مما أثار قلق الدول الغربية. في سبتمبر 2002، صنفت الحكومة البريطانية المصنع في تقرير أسلحة الدمار الشامل العراقية (ملف سبتمبر) على أنه موقع منشأة إنتاج فوسجين أُعيد بناؤها. على الرغم من أن الفوسجين له استخدامات صناعية بكميات صغيرة، إلا أنه لا توجد استخدامات غير عسكرية مشروعة لهذا الإنتاج واسع النطاق، وهو قابل للاستخدام كسلاح كيميائي ، كما فعلت ألمانيا في الحرب العالمية الأولى. كما زعم البريطانيون والأمريكيون أن شحنة كبيرة كان من المقرر استخدام أنابيب الألمنيوم التي يبلغ قطرها 81 مم والتي سُلِّمَت إلى المصنع كدوارات في أجهزة الطرد المركزي لإنتاج اليورانيوم المخصب.
فتش مسؤولو الوكالة الدولية للطاقة الذرية الموقع عشر مرات على الأقل في عامي 2002 و2003، لكنهم لم يكتشفوا أي أسلحة دمار شامل. كانت أنابيب الألومنيوم موجودة بالفعل، ولكن تم تحديد أنها مخصصة لصواريخ مدفعية قصيرة المدى (التي سُمح للعراق بحيازتها). غادر المفتشون البلاد في منتصف مارس/آذار 2003 قبيل الغزو الأمريكي للعراق. أغلقوا المخابئ التي كانت تُخزن فيها المتفجرات، لكن لم يُسمح لهم بالعودة بعد تولي الولايات المتحدة السيطرة.
إن الجدل الدائر حول متفجرات القعقاع يدور حول السؤال حول متى أُزيلت المتفجرات المختومة من قبل الوكالة الدولية للطاقة الذرية من مخابئها؛ وما إذا كان ذلك قد حدث قبل أو أثناء أو بعد غزو العراق.

## قائمة المرافق في القعقاع
- مخازن القاع قاع (الموقع السابق لمتفجرات HMX)
- عقال مأمون (إنتاج الصواريخ)
- مصنع صمود للمتفجرات
- مصنع عواضة لتعبئة الرؤوس الحربية
- حوامل الاختبار الثابتة
- مركز البحث والتطوير
- مصنع اللطيفية للمتفجرات والذخيرة
- منشأة إنتاج الفوسجين والوقود الصلب في اللطيفية
- منشأة الصواريخ والصواريخ اللطيفية
- مصنع حامض الكبريتيك
- مصنع حمض النيتريك

## روابط خارجية
- صفحات الأمن العالمي
- GlobalSecurity.org / صور الأقمار الصناعية للعين العامة للقعقاع
- صفحة اتحاد العلماء الأمريكيين (تتضمن الإحداثيات)
- مبادرة التهديد النووي - مؤسسة القعقاع الحكومية| العراق الغزو الأمريكي للعراق - - جاي غارنر - بول بريمر - الحكومة العراقية المؤقتة - غازي الياور - إياد علاوي - الانتخابات العراقية - جلال الطالباني - إبراهيم الجعفري - نوري المالكي - إعدام صدام حسين |
| تحرير || - ع - ن - ت حرب العراق (2003–2011)     | - ع - ن - ت حرب العراق (2003–2011) |
| -------------------------------------- | --- |
| - جزء من صراع العراق                   | |
| المقدمات                               | - الأساس المنطقي لحرب العراق - أنابيب الألومنيوم العراقية - أزمة نزع سلاح العراق - العراق وأسلحة الدمار الشامل - عمليات تزوير يورانيوم النيجر - برنامج الأسلحة البيولوجية العراقية - مبادرات السلام الفاشلة العراقية - مشروعية حرب العراق 2003 - الرأي العام في الولايات المتحدة بشأن غزو العراق - التغطية الإعلامية لحرب العراق - مقابلة صدام - انتهاكات مسندة إلى صدام حسين - حقوق الإنسان في العراق |
| الغزو                                  | - الخط الزمني لغزو العراق 2003 - الاستعدادات للغزو [لغات أخرى]‏ - القوات متعددة الجنسيات في العراق - معركة الناصرية - سقوط بغداد - معركة ممر ديبكة - إسقاط تمثال صدام في ساحة الفردوس - خطاب المهمة أنجزت - التكهن بأسلحة الدمار الشامل عقب غزو العراق عام 2003 - سلطة الائتلاف المؤقتة |
| الأحداث الرئيسة                        | - غزو العراق (2003) - إعدام صدام حسين (2006) - حرب العراق بمحافظة الأنبار (2003–2011) - جماعات مسلحة عراقية (2003–2011) - التمرد العراقي (2003–2006) - الحرب الأهلية العراقية (2006–2008) - اتفاق انسحاب القوات الأمريكية من العراق (2007–2011) |
| العمليات                               | \| 2003 \| - التنين محمول جوا [لغات أخرى]‏ - بابل القديمة - حربة البرق [لغات أخرى]‏ - بلدوغ ماموث [لغات أخرى]‏ - الإسهام الأسترالي - عقرب الصحراء [لغات أخرى]‏ - العمليات العسكرية للائتلاف - المطرقة الحديدية [لغات أخرى]‏ - العدالة الحديدية [لغات أخرى]‏ - آيفي بليزارد [لغات أخرى]‏ - التأخر في الشمال [لغات أخرى]‏ - Panther Squeeze [لغات أخرى]‏ - Peninsula Strike [لغات أخرى]‏ - بلانيت أكس [لغات أخرى]‏ - عملية الفجر الأحمر - عملية تليك \| \| 2004 \| - معركة سامراء - Bulldog Mammoth [لغات أخرى]‏ - عملية أطفال العراق - Iron Saber [لغات أخرى]‏ - معركة الفلوجة الثانية - معركة الفلوجة الثانية - Phantom Linebacker [لغات أخرى]‏ - Plymouth Rock [لغات أخرى]‏ - معركة الفلوجة الأولى - Warrior's Rage [لغات أخرى]‏ \| \| 2005 \| - Able Rising Force ‏ - Able Warrior ‏ - Badlands - عملية سايكلون - Dagger - Iron Hammer [لغات أخرى]‏ - ماتادور - New Market [لغات أخرى]‏ - الرمح - Squeeze Play [لغات أخرى]‏ - الستارة الفولاذية \| \| 2006 \| - الماجد - Gaugamela - Guardian Tiger ‏ - Iron Triangle [لغات أخرى]‏ - عملية ميدوسا - River Falcon ‏ - Scorpion - عملية سندباد [لغات أخرى]‏ - Swarmer - عملية معا إلى الأمام \| \| 2007 \| - عملية اللجاه [لغات أخرى]‏ - Arbead II ‏ - عملية آردنس [لغات أخرى]‏ - عملية النسر الأسود - عملية النسر المغوار - Forsythe Park [لغات أخرى]‏ - عملية فرض القانون - Leyte Gulf [لغات أخرى]‏ - Marne Avalanche [لغات أخرى]‏ - Marne Torch [لغات أخرى]‏ - عملية ماوتني [لغات أخرى]‏ - Phantom Strike [لغات أخرى]‏ - فانتوم ثاندر [لغات أخرى]‏ - Polar Tempest ‏ - Purple Haze ‏ - Saber Guardian [لغات أخرى]‏ - Sledgehammer - Stampede 3 [لغات أخرى]‏ - Tiger Hammer [لغات أخرى]‏ - Valiant Guardian (Harris Ba'sil) [لغات أخرى]‏ \| \| 2008 \| - Operation Defeat Al Qaeda in the North - بشائر الخير - Operation Phantom Phoenix \| |
| ما بعد الحرب                           | - الأمر 81 - التمرد العراقي (2011–2013) - التدخل العسكري الدولي ضد تنظيم الدولة الإسلامية (داعش) (2014–الآن) - التدخل بقيادة الولايات المتحدة في العراق - الحرب الأهلية العراقية (2014–2017) (2014–2017) - التمرد العراقي (2017–الآن) (2017–الآن) |
| مواقف وآراء                            | - وجهات النظر حول غزو العراق عام 2003 - مشروعية غزو العراق عام 2003 - معارضة حرب العراق - احتجاجات ضد حرب العراق - نقد حرب العراق - مجلس الأمن الدولي وحرب العراق - المواقف الحكومية من حرب العراق قبل غزو العراق عام 2003 |
| جرائم الحرب                            | - مقتل الصحفيين بنيران القوات الأمريكية (2003) - مجزرة الفلوجة (2003) - إساءة معاملة السجناء والتعذيب في سجن أبي غريب (2004) - مجزرة حفلة عرس مكر الذيب (2004) - مجزرة حديثة (2005) - جرائم المحمودية (2006) - حادثة الإسحاقي (2006) - حادثة الحمدانية (2006) - الغارة الجوية على بغداد في 12 يوليو 2007 (2007) - مجزرة ساحة النسور (2007) - تسريب وثائق حرب العراق (2010) |
| التأثير                                | - لاجئون عراقيون - فريق الاستقصاء المتعلق بالعراق - أضرار بغداد خلال حرب العراق - نهب الآثار - مجلس الحكم العراقي - إعادة إعمار العراق - الإصلاح الاقتصادي في العراق - التكلفة المالية - ضحايا حرب العراق - لجنة تشيلكوت - حقوق الإنسان في العراق - كندا وحرب العراق |
| النصب التذكارية                        | - نصب العراق وأفغانستان التذكاري |
| قوائم                                  | - العمليات العسكرية في العراق من جانب الائتلاف بقيادة الولايات المتحدة - التفجيرات - إسقاطات الطيران والحوادث |
| الجدول الزمني للحرب                    | - 2003 - 2004 - 2005 - 2006 - 2007 - 2008 - 2009 - 2010 - 2011 |
| - تصنيف:حرب العراق - أخبار - ويكيميديا | |
| 2003                                   | - التنين محمول جوا [لغات أخرى]‏ - بابل القديمة - حربة البرق [لغات أخرى]‏ - بلدوغ ماموث [لغات أخرى]‏ - الإسهام الأسترالي - عقرب الصحراء [لغات أخرى]‏ - العمليات العسكرية للائتلاف - المطرقة الحديدية [لغات أخرى]‏ - العدالة الحديدية [لغات أخرى]‏ - آيفي بليزارد [لغات أخرى]‏ - التأخر في الشمال [لغات أخرى]‏ - Panther Squeeze [لغات أخرى]‏ - Peninsula Strike [لغات أخرى]‏ - بلانيت أكس [لغات أخرى]‏ - عملية الفجر الأحمر - عملية تليك |
| 2004                                   | - معركة سامراء - Bulldog Mammoth [لغات أخرى]‏ - عملية أطفال العراق - Iron Saber [لغات أخرى]‏ - معركة الفلوجة الثانية - معركة الفلوجة الثانية - Phantom Linebacker [لغات أخرى]‏ - Plymouth Rock [لغات أخرى]‏ - معركة الفلوجة الأولى - Warrior's Rage [لغات أخرى]‏ |
| 2005                                   | - Able Rising Force ‏ - Able Warrior ‏ - Badlands - عملية سايكلون - Dagger - Iron Hammer [لغات أخرى]‏ - ماتادور - New Market [لغات أخرى]‏ - الرمح - Squeeze Play [لغات أخرى]‏ - الستارة الفولاذية |
| 2006                                   | - الماجد - Gaugamela - Guardian Tiger ‏ - Iron Triangle [لغات أخرى]‏ - عملية ميدوسا - River Falcon ‏ - Scorpion - عملية سندباد [لغات أخرى]‏ - Swarmer - عملية معا إلى الأمام |
| 2007                                   | - عملية اللجاه [لغات أخرى]‏ - Arbead II ‏ - عملية آردنس [لغات أخرى]‏ - عملية النسر الأسود - عملية النسر المغوار - Forsythe Park [لغات أخرى]‏ - عملية فرض القانون - Leyte Gulf [لغات أخرى]‏ - Marne Avalanche [لغات أخرى]‏ - Marne Torch [لغات أخرى]‏ - عملية ماوتني [لغات أخرى]‏ - Phantom Strike [لغات أخرى]‏ - فانتوم ثاندر [لغات أخرى]‏ - Polar Tempest ‏ - Purple Haze ‏ - Saber Guardian [لغات أخرى]‏ - Sledgehammer - Stampede 3 [لغات أخرى]‏ - Tiger Hammer [لغات أخرى]‏ - Valiant Guardian (Harris Ba'sil) [لغات أخرى]‏ |
| 2008                                   | - Operation Defeat Al Qaeda in the North - بشائر الخير - Operation Phantom Phoenix |